# Juegos Mundiales
Los Juegos Mundiales  son un evento multideportivo internacional que comprende deportes y disciplinas deportivas que no se disputan en los Juegos Olímpicos. Por lo general, se llevan a cabo cada cuatro años, un año después de los Juegos Olímpicos de Verano, en el transcurso de 11 días y están regidos por la Asociación Internacional de Juegos Mundiales (IWGA), bajo el patrocinio del Comité Olímpico Internacional. El evento es conocido oficialmente como The World Games, escrito con una T mayúscula.
En las últimas ediciones se han incluido entre 25 y 34 deportes en la programación "oficial". Varios deportes o disciplinas que estaban en el programa de los Juegos Mundiales han sido descontinuados porque ahora están incluidos en el programa de los Juegos Olímpicos. Participan alrededor de 3500 participantes de aproximadamente 100 naciones. 
Los Juegos Mundiales se diferencian de otros eventos multideportivos, como los Juegos Olímpicos, en que las ciudades anfitrionas no están obligadas a construir nuevas sedes o instalaciones para los Juegos. Los competidores son seleccionados por las Federaciones deportivas internacionales, a diferencia de los Comités Olímpicos Nacionales, los órganos rectores nacionales. En la mayoría de las disciplinas, la clasificación se realiza por una clasificación superior en los campeonatos mundiales o un torneo de clasificación. Esto tiene como objetivo garantizar que los mejores atletas de un deporte compitan en los Juegos.
La primera edición de los Juegos Mundiales se llevó a cabo en Santa Clara, Estados Unidos en 1981, y la undécima edición se llevó a cabo en Birmingham, Estados Unidos, del 7 al 17 de julio de 2022. La 11.ª edición estaba originalmente prevista para celebrarse en año 2021, pero se retrasó un año debido a la pandemia de COVID-19.
La actual edición de Los Juegos Mundiales se celebran de 7 al 17 de agosto de 2025 en Chengdu, China.

## Historia

### Origen
La idea de un evento competitivo multi-disciplinario para deportes que no tenían representación olímpica surgió de la  Asociación General de Federaciones Internacionales de Deportes (GAISF, por sus siglas en inglés). Este grupo de federaciones no olímpicas querían su propio evento para aumentar la publicidad y visibilidad de sus deportes. En 1979, estas federaciones formaron un grupo de dirección para decidir la estructura y los principios de los juegos que bautizarían como The World Games y debatirían el lugar de la primera celebración. En mayo del mismo año, el grupo de dirección anunció que habían encontrado un lugar para el primer evento: Santa Clara, Estados Unidos,
En 1985, el Consejo Mundial de los Juegos fue renombrado como Asociación Internacional de los Juegos Mundiales (IWGA, por sus siglas en inglés).
La primera sede de los Juegos Mundiales fue Santa Clara (California) en el año 1981, fueron inaugurados por el presidente de la junta ejecutiva de GAISF Thomas Keller y participaron más de 1600 atletas de 58 naciones en 15 deportes oficiales y 1 deporte invitado.
Los juegos inaugurales incluyeron bádminton, pesca deportiva, racquetball y taekwondo. Las primeras medallas de los Juegos se otorgaron en la categoría de 640 kilos de tira y afloja, con el oro siendo para el equipo de Inglaterra.
Desde entonces, se celebran juegos cada cuatro años y el número de deportes, atletas y países en competición ha aumentado. Los deportes que pueden competir en los juegos son aquellos que no forman parte de los Juegos olímpicos o que perdieron posteriormente su categoría olímpica. En algunos casos, estos deportes han recuperado su categoría olímpica, como ocurrió en los Juegos de Tokio 2020 con el béisbol y el softbol. También han sido parte de los Juegos Mundiales disciplinas olímpicas en categorías y ramas que no forman parte de las olimpiadas, como la halterofilia o el waterpolo femenino antes de su inclusión olímpica.

## SigloXX
Después de los juegos inaugurales, el Grupo West Nally, que había proporcionado financiamiento para los Juegos en Santa Clara (California), se convirtió en propietario de los derechos del evento y llevó la segunda edición a su sede en Londres.
Para los  terceros Juegos en Karlsruhe en 1989, el Grupo West Nally todavía poseía los derechos comerciales de los Juegos, pero la ciudad anfitriona fue responsable del personal y los voluntarios que organizaron el evento. Los organizadores de los Juegos Mundiales en La Haya (1993) pidieron a los participantes que pagaran los costos de su alojamiento. Después de esto, la IWGA recuperó los derechos comerciales, y los comités organizadores de las ciudades anfitrionas han sido responsables de la organización y la financiación desde entonces.
La edición de los Juegos de 1997 estaba prevista que se llevara a cabo en Port Elizabeth, Sudáfrica, pero en agosto de 1994, Port Elizabeth se retiró de ser la sede de los Juegos debido a la situación política del país. La ciudad de Lahti, en Finlandia, se ofreció a ser la anfitriona y firmó el contrato de anfitrión en enero de 1995. Los deportes aéreos, el baile deportivo, la gimnasia aeróbica y el Ju-Jitsu debutaron en los juegos mundiales de Lahti y se han disputado desde entonces.
Después de los Juegos en Lahti, la IWGA y el COI acordaron un memorándum de entendimiento, que se firmó en 2000. Aquí, el COI reconoció la importancia de los Juegos Mundiales y estableció valores compartidos, incluyendo que el COI proporcionara patrocinio a los Comités Organizadores, fomentara equipos nacionales multideportivos y trabajara juntos en la lucha contra el dopaje. También estableció que las disciplinas / eventos deportivos que no están en el programa de los Juegos Olímpicos podrían incluirse en el programa de los Juegos Mundiales. Se firmó otro memorándum de entendimiento en 2016.

## SigloXXI
En 2001, los Juegos se llevaron a cabo en Akita, Japón, siendo la primera vez que se llevaban a cabo fuera de América del Norte o Europa. Varias competencias se retrasaron o se trasladaron a un lugar alternativo cuando un tifón azotó la ciudad. Por primera vez, algunos Comités Olímpicos Nacionales organizaron alojamiento en hoteles para sus atletas, más allá del tiempo que fueron alojados por la IWGA.

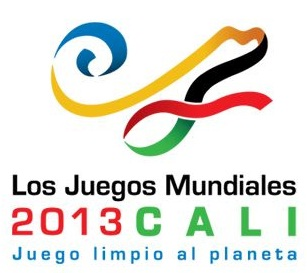
Juegos Mundiales de 2013 en Cali. Esta fue la primera vez que una ciudad latinoamericana albergó los Juegos.

Los Juegos Mundiales de 2005 en Duisburg, Alemania, fueron los primeros Juegos Mundiales en los que los atletas desfilaron en la ceremonia de apertura agrupados por nación. También se establecieron varios estándares que continúan hasta el día de hoy, como la producción televisiva de todos los deportes y los deportes agrupados por categoría, como deportes de pelota y deportes de precisión.
Los Juegos Mundiales de 2013 en Cali, Colombia, fueron especialmente conocidos por la gran cantidad de espectadores, estimados en 500 000. La plaza de toros, que fue el lugar para disputar las categorías de Baile deportivo estaba abarrotada para las finales de baile de salsa. Esta edición de los Juegos vio por primera vez la cancelación de una competición: debido a preocupaciones sobre la temperatura y la circulación de aire dentro del Gimnasio Del Pueblo, donde se llevaba a cabo la gimnasia rítmica, se canceló el encuentro.
Los Juegos Mundiales de 2017 en Breslavia, Polonia, fueron los primeros en ser transmitidos por el Canal Olímpico a 130 países. Tanto las disciplinas de raffa como de lyonnaise de boules fueron canceladas después de que una tormenta destruyera el lugar y no se pudiera reparar a tiempo.
En 2015, se anunció que la 11.ª edición de los World Games se celebraría en Birmingham, Alabama, Estados Unidos, en 2021, superando las propuestas de Lima, Perú y Ufá, Rusia.
El 2 de abril de 2020, los Juegos se pospusieron a 2022 para no coincidir con el aplazamiento de los Juegos Olímpicos de Tokio 2020 debido a la pandemia de Covid-19.
Actualmente, no hay federaciones de Deporte adaptado que sean parte de la IWGA, pero losJuegos Mundiales en Birmingham fueron la primera edición en incluir  parasports, con la inclusión de rugby en silla de ruedas. Birmingham también iba a incluir atletas discapacitados (uno por género) en tiro con arco. La IWGA tiene como objetivo establecer una asociación con el Comité Paralímpico Internacional e incluir una cuota de para-atletas.
En 2019, se anunció que los World Games de 2025 se llevarán a cabo en Chengdu, China.

## Asociación Internacional de Juegos Mundiales
IWGA es la asociación internacional responsable de la dirección y control de los Juegos Mundiales. Su sede se encuentra en Lausana, Suiza, y su idioma oficial es el inglés.
Está compuesta por 39 federaciones deportivas internacionales. Trabaja muy de cerca con los Comités Organizadores Locales (LOCs), comités temporales responsables de la organización de cada Juego Mundial en la ciudad elegida para el evento. Los LOCs se disuelven después de cada edicón de The World Games. La IWGA es oficialmente reconocida por el Comité Olímpico Internacional.

## Características

### Sedes
Para que la organización de los Juegos Mundiales sea sostenible, los organizadores no están obligados a construir nuevas sedes o instalaciones. Por ejemplo, en los Juegos Mundiales de 2022, las competiciones de escalada deportiva, breakdance, parkour y balonmano playa se llevaron a cabo en Sloss Furnaces, una antigua fábrica fundición de hierro que ahora es de uso público. Los atletas se alojaron en los dormitorios estudiantiles de la Universidad de Alabamaen Birmingham (UAB), cuyas instalaciones deportivas se utilizaron para diversos eventos.
Entre las sedes anteriores se incluyen el Teatro de la Ciudad de Lahti (culturismo), el Landschaftspark Duisburg-Nord (una antigua fundición de hierro en Duisburgo), el zoológico de Breslavia y la Sala Filarmónica de Breslavia, y el Foro Nacional de Música.
Aunque no es obligatorio, algunas sedes se construyen o renuevan para los Juegos Mundiales. Por ejemplo, para los Juegos Mundiales de 2017 en Breslavia, se construyó una nueva piscina y una pista de patinaje de velocidad, y el Estadio Olímpico de Breslavia, construido en 1928, fue renovado y aún se utiliza para  fútbol americano y speedway. Además, para los Juegos Mundiales de 2009, Kaohsiung construyó un Estadio Nacional, el primer estadio en el mundo en utilizar tecnología de energía solar para su alimentación. Otras ediciones utilizaron instalaciones nuevas que se construyeron con fines distintos a los Juegos Mundiales; el estadio principal de la edición de 2022, el Estadio Protective, se construyó para el equipo de fútbol americano de UAB.

### Selección de atletas
Los atletas son seleccionados para competir en los Juegos Mundiales por la federación internacional de su deporte, en contraposición a la entidad gubernamental nacional o al Comité Olímpico Nacional de su deporte, como ocurre en otros eventos multideportivos. La selección tiene como objetivo lograr un equilibrio satisfactorio entre las posiciones de los competidores en las listas de clasificación mundial y la representación justa de tantas naciones miembros como sea posible.
Las federaciones internacionales están obligadas a enviar a sus mejores atletas, y la agenda de desarrollo de los Juegos Mundiales establece que los deportes solo se incluirán si "los mejores atletas/equipos del mundo están presentes". El intercambio cultural entre deportistas de diferentes naciones y la población local es un propósito central que se busca fomentar al máximo.

## Ceremonias festivas

### Ceremonia de inauguración
La ceremonia de inauguración marca el inicio oficial de los Juegos Mundiales. Hasta  la celebración de Duisburg en 2005, los atletas desfilaban en la ceremonia agrupados por deporte. A partir de  la edición del 2005, se agruparon por nación y orden alfabético, con el país anfitrión y posteriormente los jueces al final.
El Juramento de los Atletas es tomado por un atleta del país anfitrión y el Juramento de los Jueces es tomado por el presidente de la Comisión de Jueces del Torneo. El desfile de banderas, los discursos y la apertura oficial también forman parte de las partes requeridas de la ceremonia. También suele haber un aspecto musical y artístico en la ceremonia. Por ejemplo, más de 400 artistas participaron en la ceremonia de apertura de los Juegos Mundiales de 2017 en Breslavia.

### Fiesta de los atletas
Desde los Juegos Mundiales de 1993 en La Haya, se ha celebrado una fiesta de los atletas que  tiene lugar en el ecuador de los días de la competición. Se busca facilitar que todos los atletas participaran en al menos una ceremonia (apertura, fiesta de los atletas o clausura) durante la competición.

### Ceremonia de clausura
La ceremonia de clausura pone fin a los Juegos Mundiales y sigue a la última ceremonia de entrega de premios. Los aspectos oficiales incluyen discursos, una presentación por parte de la próxima ciudad anfitriona y la entrega de la bandera de los Juegos a los representantes de la próxima ciudad anfitriona. En Breslavia, la segunda parte de la ceremonia fue un concierto realizado por artistas locales.

## Ediciones
| Top 3 Medallero según nación | Top 3 Medallero según nación | Top 3 Medallero según nación | Top 3 Medallero según nación | Top 3 Medallero según nación | Top 3 Medallero según nación | Top 3 Medallero según nación | Top 3 Medallero según nación | Top 3 Medallero según nación | Top 3 Medallero según nación | Top 3 Medallero según nación | Top 3 Medallero según nación | Top 3 Medallero según nación | Top 3 Medallero según nación | Top 3 Medallero según nación |
| Evento                       | Sede                         | País                         | 1.º en el Medallero          | 1.º en el Medallero          | 1.º en el Medallero          | 1.º en el Medallero          | 2.º en el Medallero          | 2.º en el Medallero          | 2.º en el Medallero          | 2.º en el Medallero          | 3.º en el Medallero          | 3.º en el Medallero          | 3.º en el Medallero          | 3.º en el Medallero          |
| Evento                       | Sede                         | País                         | País                         |                              |                              |                              | País                         |                              |                              |                              | País                         |                              |                              |                              |
| ---------------------------- | ---------------------------- | ---------------------------- | ---------------------------- | ---------------------------- | ---------------------------- | ---------------------------- | ---------------------------- | ---------------------------- | ---------------------------- | ---------------------------- | ---------------------------- | ---------------------------- | ---------------------------- | ---------------------------- |
| I edición                    | Santa Clara 1981             | Estados Unidos               | Estados Unidos               | 37                           | 37                           | 25                           | Corea del Sur                | 9                            | 3                            | 1                            | Italia                       | 7                            | 12                           | 17                           |
| II edición                   | Londres 1985                 | Reino Unido                  | Italia                       | 27                           | 29                           | 22                           | Estados Unidos               | 18                           | 16                           | 18                           | España                       | 15                           | 11                           | 5                            |
| III edición                  | Karlsruhe 1989               | Alemania Occidental          | Italia                       | 22                           | 15                           | 14                           | Alemania Occidental          | 18                           | 13                           | 27                           | URSS                         | 15                           | 13                           | 8                            |
| IV edición                   | La Haya 1993                 | Países Bajos                 | Alemania                     | 19                           | 20                           | 15                           | Italia                       | 14                           | 18                           | 6                            | Francia                      | 12                           | 10                           | 15                           |
| V edición                    | Lahti 1997                   | Finlandia                    | Estados Unidos               | 17                           | 18                           | 11                           | China                        | 16                           | 14                           | 5                            | Alemania                     | 15                           | 16                           | 10                           |
| VI edición                   | Akita 2001                   | Japón                        | Rusia                        | 24                           | 15                           | 5                            | Estados Unidos               | 14                           | 8                            | 8                            | Francia                      | 12                           | 5                            | 6                            |
| VII edición                  | Duisburgo 2005               | Alemania                     | Rusia                        | 27                           | 19                           | 11                           | Alemania                     | 19                           | 18                           | 20                           | Italia                       | 13                           | 9                            | 13                           |
| VIII edición                 | Kaohsiung 2009               | China Taipéi                 | Rusia                        | 18                           | 14                           | 15                           | Italia                       | 16                           | 12                           | 13                           | China                        | 14                           | 10                           | 5                            |
| IX edición                   | Cali 2013                    | Colombia                     | Italia                       | 18                           | 13                           | 18                           | Rusia                        | 17                           | 24                           | 12                           | Francia                      | 16                           | 11                           | 13                           |
| X edición                    | Breslavia 2017               | Polonia                      | Rusia                        | 28                           | 21                           | 14                           | Alemania                     | 17                           | 10                           | 14                           | Italia                       | 16                           | 13                           | 13                           |
| XI edición                   | Birmingham 2022              | Estados Unidos               | Alemania                     | 24                           | 7                            | 16                           | Estados Unidos               | 17                           | 17                           | 10                           | Ucrania                      | 16                           | 12                           | 17                           |
| XII edición                  | Chengdu 2025                 | China                        | China                        | 36                           | 17                           | 11                           | Alemania                     | 17                           | 14                           | 14                           | Ucrania                      | 16                           | 14                           | 14                           |
| XIII edición                 | Karlsruhe 2029               | Alemania                     | Bandera de ?                 |                              |                              |                              | Bandera de ?                 |                              |                              |                              | Bandera de ?                 |                              |                              |                              |

## Deportes

### Deportes oficiales
Para los Juegos Mundiales de 2017 y anteriores, los deportes disputados durante los Juegos Mundiales eran seleccionados únicamente por la IWGA. Solo podían ser seleccionados deportes cuyas federaciones internacionales fueran miembros de la IWGA. A partir de 2022, los deportes oficiales son seleccionados tanto por la IWGA como por la ciudad anfitriona, y por ello pueden estar incluidos algunos deportes cuyas federaciones no son parte de la IWGA.
Según lo estipulado en el memorando de entendimiento, "solo los eventos que no estén en el programa de los Juegos Olímpicos pueden ser incluidos en el programa de los Juegos Mundiales". Por ejemplo, polo en canoa es una disciplina en los Juegos Mundiales, mientras que canoa en aguas tranquilas y  eslalon en canoa son disciplinas en los Juegos Olímpicos, a pesar de que los tres son gobernados por la Federación Internacional de Piragüismo.
Los deportes que han sido disputados en todas las ediciones de los Juegos Mundiales hasta la fecha son: bolos, natación con aletas, gimnasia en trampolín y tumbling, karate, powerlifting, deportes sobre ruedas, juego de la soga y esquí acuático.

### Deportes invitados
Además de los deportes oficiales, la ciudad anfitriona, en coordinación con la IWGA, ha tenido permitido invitar deportes para participar en el programa individual. Por lo tanto, estos deportes pueden ser aquellos cuyas federaciones internacionales no son parte de la IWGA. Por ejemplo, el Comité Organizador de Birmingham seleccionó lacrosse masculino (el femenino fue seleccionado por la IWGA), duatlón, fútbol bandera, wushu y rugby en silla de ruedas.
Algunos deportes o disciplinas comenzaron en los Juegos Mundiales como deportes invitados y luego se convirtieron en oficiales, a menudo cuando sus federaciones internacionales se unieron a la IWGA. Estos incluyen la disciplina de lyonnaise en los deportes de boules, balonmano playa, sumo y tira de guerra en interiores.
A partir de los Juegos Mundiales de 2022 en Birmingham, no habrá distinción entre deportes oficiales y deportes invitados. La ciudad anfitriona todavía podrá seleccionar hasta cinco deportes opcionales, pero serán designados como deportes "oficiales" en lugar de invitados. Además, la ciudad anfitriona podrá designar "deportes de demostración".

### Deportes olímpicos
Los deportes o disciplinas que han formado parte de los Juegos Mundiales y los Juegos Olímpicos incluyen bádminton, béisbol y sóftbol, karate, rugby, escalada deportiva, taekwondo, tiro con arco, triatlón, voleibol de playa y waterpolo. El tiro con arco está actualmente en ambos programas, pero en los Juegos Mundiales solo se celebran eventos en categorías que no se disputan en los Juegos Olímpicos.

## Medallero

### Medallero de los mejores atletas de los Juegos Mundiales
Top 10 mejores atletas
| Rango | Atleta            | Nación               | Deporte                                      | Años activo | Oro | Plata | Bronce | Total |
| ----- | ----------------- | -------------------- | -------------------------------------------- | ----------- | --- | ----- | ------ | ----- |
| 1     | Jurgen Kolenda    | Alemania (GER)       | Natación con aletas                          | 1981–1985   | 11  | 0     | 0      | 11    |
| 2     | Steve Rajeff      | Estados Unidos (USA) | Pesca                                        | 1981–2005   | 8   | 4     | 3      | 15    |
| 3     | Serguei Akhapov   | Rusia (RUS)          | Natación con aletas                          | 1989–2005   | 8   | 4     | 1      | 13    |
| 4     | Bart Swings       | Bélgica (BEL)        | Patinaje de velocidad sobre patines en línea | 2013–2022   | 8   | 2     | 2      | 12    |
| 5     | Danny Wieck       | Alemania (GER)       | Salvamento y socorrismo                      | 2013–2022   | 6   | 1     | 2      | 9     |
| 6     | Magali Rousseau   | Francia (FRA)        | Salvamento y socorrismo                      | 2013–2022   | 6   | 1     | 1      | 8     |
| 7     | Patrice Martin    | Francia (FRA)        | Esquí acuático                               | 1981–2001   | 6   | 1     | 1      | 8     |
| 8     | Anna Poliakova    | Rusia (RUS)          | Sumo                                         | 2009–2017   | 6   | 0     | 0      | 6     |
| 8     | Marcello Saporiti | Italia (ITA)         | Salvamento y socorrismo                      | 1989–1993   | 5   | 2     | 2      | 9     |
| 10    | Vasilisa Kravchuk | Rusia (RUS)          | Natación con aletas                          | 2005–2013   | 5   | 2     | 1      | 8     |

| Rank                | País                          | Oro  | Plata | Bronce | Total |
| ------------------- | ----------------------------- | ---- | ----- | ------ | ----- |
| 1                   | Italia (ITA)                  | 166  | 168   | 152    | 486   |
| 2                   | Estados Unidos (USA)          | 160  | 147   | 119    | 426   |
| 3                   | Alemania (GER)                | 160  | 119   | 153    | 432   |
| 4                   | Rusia (RUS)                   | 136  | 111   | 72     | 319   |
| 5                   | Francia (FRA)                 | 114  | 116   | 121    | 351   |
| 6                   | República Popular China (CHN) | 77   | 59    | 28     | 164   |
| 7                   | Reino Unido (GBR)             | 65   | 65    | 94     | 224   |
| 8                   | Japón (JPN)                   | 65   | 49    | 65     | 179   |
| 9                   | Ucrania (UKR)                 | 60   | 59    | 54     | 173   |
| 10                  | España (ESP)                  | 48   | 48    | 49     | 145   |
| Totales (10 países) | Totales (10 países)           | 1051 | 941   | 907    | 2899  |